# Lake Heron
Lake Heron ist ein See auf der Südinsel Neuseelands. Er wird vom Swin River gespeist und durch den Lake Stream entwässert, der wiederum in den Rakaia River mündet. Im Norden schiebt sich der 1238 Meter hohe Mt Sugarloaf in den See, der ihn mit zwei Ausläufern umfasst.